# Нигер (колония)
Французская Колония Нигер (фр. Colonie du Niger) — часть Французской колониальной империи, находившаяся в Западной Африке на территории современного государства Нигер. Существовала в различных формах с 1900 по 1960 год.

## История
Колония Нигер сформирована с июля по октябрь 1922 года из военной территории Нигер, выделенной из колонии Верхний Сенегал и Нигер. На момент создания в колонию входило девять округов: Агадес, Досо, Гур, Маради, Нгигми, Ниамей, Тахуа, Тиллибери и Зиндер. Центром колонии был город Зиндер. В 1926 году центром колонии стал город Ниамей.  Во вторую мировую войну колония была лояльна режиму Виши, и закрыла границу с Нигерией (тогда английской колонией).